# Амоако, Джозеф
Джозеф Амоако (англ. Joseph Amoako; род. 13 сентября 2002, Гана) — ганский футболист, нападающий клуба «Хельсингборг».

## Клубная карьера
Является воспитанником ганской футбольной академии «Янг Редбулл». В начале октябре 2021 года перешёл в «Асанте Котоко», подписав с клубом контракт, рассчитанный на три года. 30 октября дебютировал за основной состав в матче ганской Премьер-лиги с «Дримс». Амоако вышел в стартовом составе своей команды и на 77-й минуте был заменён на Айзека Оппонга.
12 февраля 2022 года на правах аренды перешёл в шведский «Хельсингборг», по итогам прошедшего сезона вышедший в Алльсвенскан. Соглашение предусматривает право выкупа футболиста по окончании сезона. 2 апреля 2022 года в игре первого тура с «Хаммарбю» дебютировал в чемпионате Швеции, заменив на 78-й минуте Адама Кайеда.

## Клубная статистика
| Выступление      | Выступление      | Выступление      | Лига | Лига | Кубки | Кубки | Конт. кубки | Конт. кубки | Итого | Итого |
| Клуб             | Лига             | Сезон            | Игры | Голы | Игры  | Голы  | Игры        | Голы        | Игры  | Голы  |
| ---------------- | ---------------- | ---------------- | ---- | ---- | ----- | ----- | ----------- | ----------- | ----- | ----- |
| Асанте Котоко    | Премьер-лига     | 2021/22          | 2    | 0    | 0     | 0     | 0           | 0           | 2     | 0     |
| Асанте Котоко    | Итого            | Итого            | 2    | 0    | 0     | 0     | 0           | 0           | 2     | 0     |
| → Хельсингборг   | Алльсвенскан     | 2022             | 1    | 0    | 0     | 0     | 0           | 0           | 1     | 0     |
| → Хельсингборг   | Итого            | Итого            | 1    | 0    | 0     | 0     | 0           | 0           | 1     | 0     |
| Всего за карьеру | Всего за карьеру | Всего за карьеру | 3    | 0    | 0     | 0     | 0           | 0           | 3     | 0     |